# Pierre Antoine d'Antonelle
Pierre-Antoine d'Antonelle, né le 17 juin 1747 à Arles où il est mort le 26 novembre 1817, est un officier et homme politique français. Aristocrate, il défendit les idées de la Révolution, d’abord à Arles, puis en Provence et à Paris.

## Biographie

### Premières années

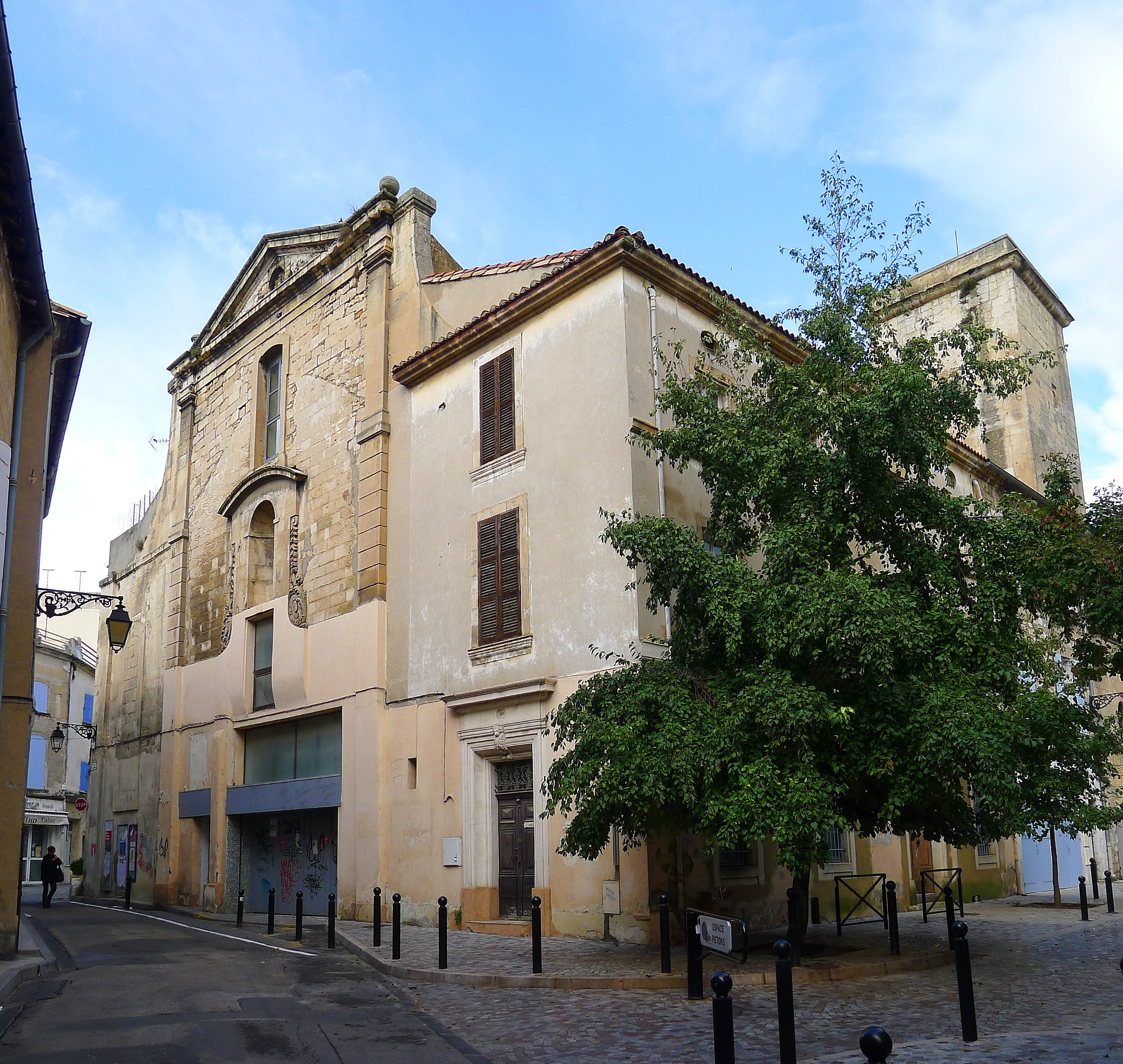
Ancienne église Sainte-Croix, paroisse de naissance d'Antonelle.

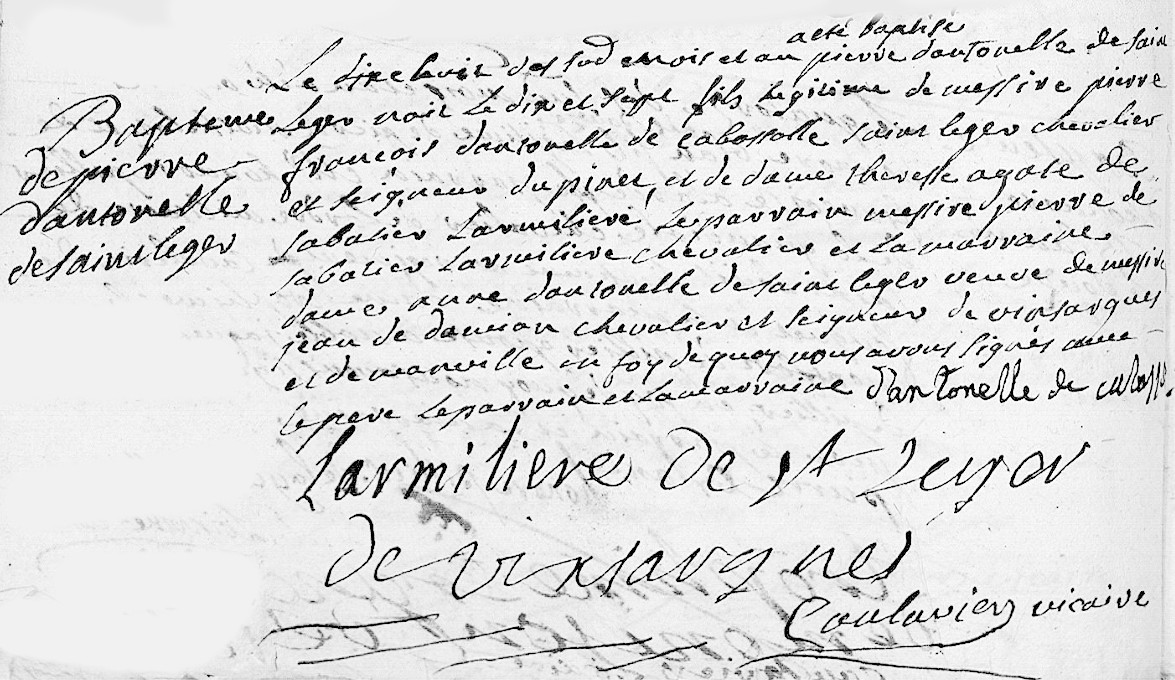
Acte de baptême de Pierre-Antoine d'Antonelle.

Pierre-Antoine d'Antonelle de Saint-Léger est issu d’une vieille famille de la noblesse remontant à Henri IV. Il naît le 17 juin 1747 dans l'hôtel particulier de ses parents, le chevalier Pierre-François d'Antonelle, seigneur de Pinet, et Thérèse-Agathe de Sabatier de L'Armilière ; il est baptisé le lendemain dans l'église paroissiale de Sainte-Croix dans le quartier de la Roquette. Il a un frère aîné, Jacques-Philippe.
Antonelle ne connaîtra pas son père qui meurt prématurément le 31 décembre 1747. Il est donc élevé par sa mère et un proche parent, Joseph-Amédée de Broglie, archevêque d'Angoulême depuis 1753.
À partir de 1762 et jusqu'à 1782, il mène d'abord la vie de garnison du cadet d'une famille noble et aisée, avec le grade de lieutenant puis de capitaine au régiment de Bassigny-infanterie. Puis à Paris et surtout à son retour dans sa ville natale, de 1782 à 1789, il découvre la philosophie des Lumières des auteurs publiés entre 1740 et 1760.

### La période révolutionnaire

#### À Arles et en Provence
Dès les premiers mois de la Révolution, Antonelle fait une entrée déterminée sur la scène mouvementée locale et devient alors le plus important protagoniste de la Révolution française à Arles[non neutre].
D’origine aristocratique, il n’en est pas moins le chef des Monnaidiers, partisans de la Révolution, et premier maire élu de la ville. Lors de son mandat, entre février 1790 et juillet 1791, il s'oppose dans la cité à l'archevêque Monseigneur du Lau et à ses partisans, les Chiffonistes. Le 23 décembre 1790, assisté de Ripert, ancien procureur royal devenu officier municipal, il exécute le décret du 12 juillet en expulsant de Saint-Trophime les chanoines récalcitrants.

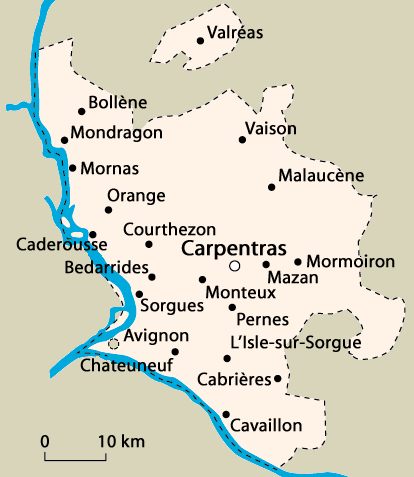
Le Comtat Venaissin et sa capitale Carpentras.

Il est chargé par le pouvoir exécutif de se rendre à Avignon pour faciliter la réunion du Comtat à la France et à Marseille afin d’y calmer l’effervescence des partis. Mais souvent absent d’Arles afin de s’occuper des affaires avignonnaises et comtadines, Antonelle voit le pouvoir municipal lui échapper à partir du 9 juin 1791. Réfugié à Aix-en-Provence, alors que la lutte dans Arles a tourné à l’avantage des Chiffonistes, il s'active ensuite sur le plan national. 
Auteur d'un Catéchisme du tiers état en 1789 et d'un grand nombre d'écrits et de pamphlets de circonstance, il est élu le 30 août 1791 député des Bouches-du-Rhône avec 370 voix sur 598 votants à l’Assemblée législative, dont il devient secrétaire la même année ; il s’illustre par son radicalisme et son anticléricalisme. Le 11 août 1792, il est envoyé en mission à l'armée du Nord, commandée par La Fayette, avec l'ordre de l'arrêter, mais il est lui-même retenu à Mézières par les administrateurs du département des Ardennes jusqu'à la fuite du général.

#### À Paris

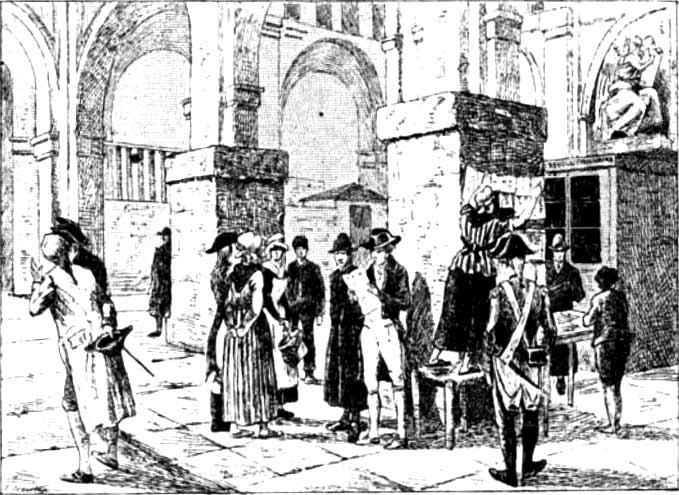
La salle des perdus du Palais de Justice et l’entrée du Tribunal révolutionnaire en 1793.

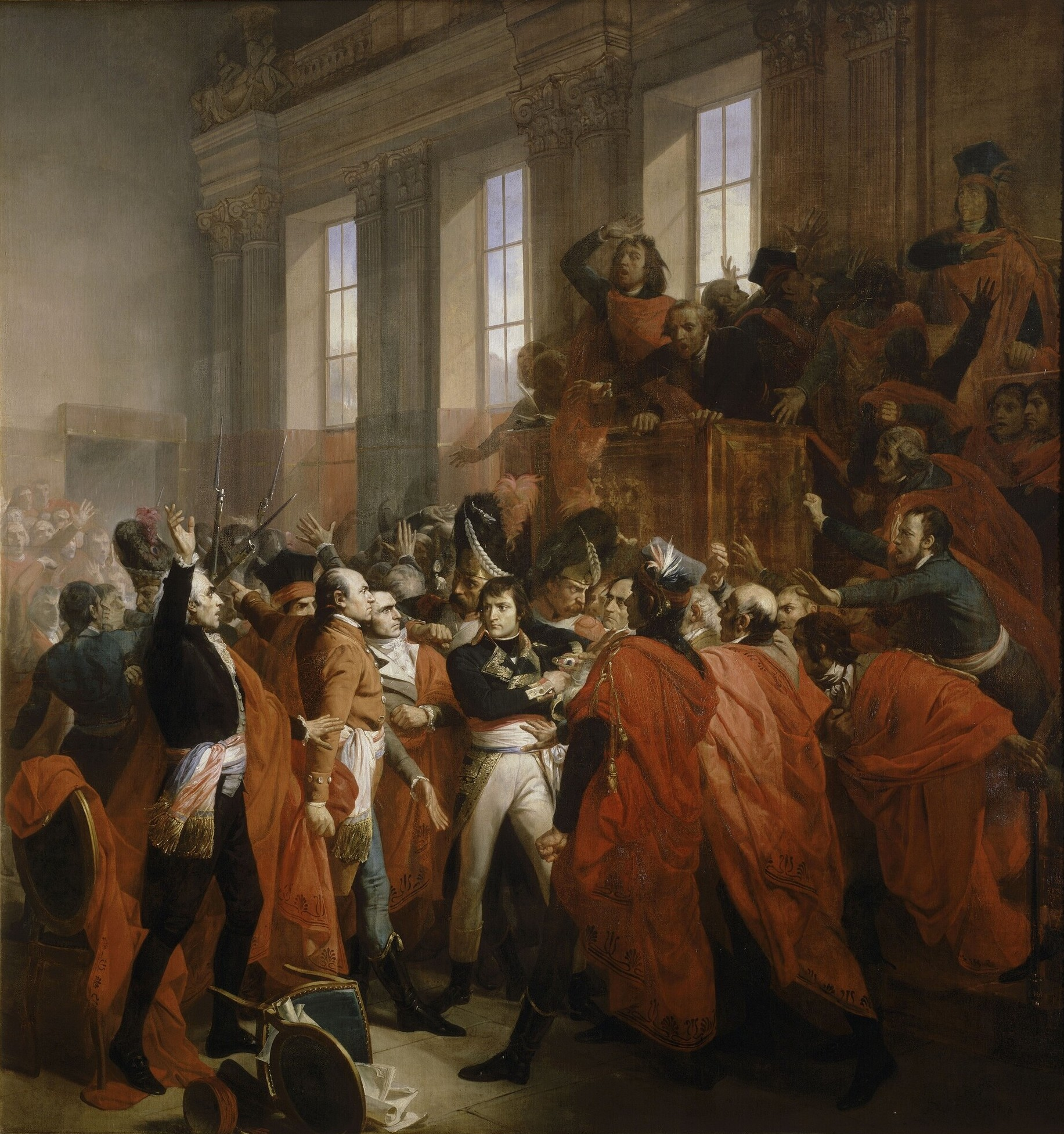
Orangerie du parc de Saint-Cloud, coup d'État des 18-19 brumaire an VIII. Le général Bonaparte au Conseil des Cinq-Cents, à Saint-Cloud. 10 novembre 1799 par François Bouchot (1840) Château de Versailles.

À Paris, un nouveau cycle l'entraîne. Il devient président du club des Jacobins, puis, le temps de refuser la mairie de Paris[réf. nécessaire], les événements le portent à accepter les fonctions de juré au tribunal révolutionnaire. Il siège lors du procès de Marie-Antoinette et de celui des Girondins dont il est le directeur du jury. Mais, montrant quelque hésitation lors de ce second procès, il devient suspect aux yeux du gouvernement révolutionnaire, et il est interné à la prison du Luxembourg en mai 1794. Remis en liberté après la chute de Robespierre le 27 juillet 1794, il prend part, lors de l'insurrection royaliste du 13 vendémiaire an IV, à la défense de la Convention, sous les ordres de Napoléon Bonaparte.
De 1795 à 1799, il quitte apparemment[évasif] le devant de la scène pour devenir l'un des théoriciens de la République, réfléchissant aux libertés fondamentales. Il publie des Observations sur le Droit de Cité et devient, en novembre 1795, rédacteur du Bulletin politique, organe officieux du Directoire, où il montre trop d'indépendance et se fait renvoyer au bout de dix jours. Par la suite, il collabore au Journal des Hommes Libres.
Ayant rejoint la conjuration des Égaux, il est nommé le 10 germinal an IV (30 mars 1796) par Gracchus Babeuf, avec lequel il n'est pourtant pas intimement lié, comme l'un des six premiers membres du Directoire secret des Égaux. Lors du procès des Babouvistes devant la haute cour de Vendôme, il est acquitté, peut-être[évasif] grâce à la protection de Barras. L'année suivante, il fonde avec ce dernier le journal Le Démocrate constitutionnel et applaudit le coup d'État du 18 fructidor an V, même si Merlin de Thionville tente, en vain, de joindre son nom à la liste des proscrits. Il est élu député des Bouches-du-Rhône le 21 germinal an VI (10 avril 1798), mais l'assemblée électorale annule cette élection le lendemain. Hostile au gouvernement, il publie plusieurs libelles au cours de l'été et de l'automne, avant de participer à la fondation du club du Manège en prairial an VII. À la même époque, il est élu député par les collèges électoraux de la Seine et des Bouches-du-Rhône au conseil des Cinq-Cents, mais son élection n'a pas encore été examinée lorsque survient le coup d'État du 18 brumaire. Validée le 16 messidor an VII (4 juillet 1799) sur un rapport de Perrin de la Gironde, elle est annulée le 27 fructidor (13 septembre 1799).
À la suite de ce coup d'État, il est exilé le  en Charente-Inférieure.

### La fin de sa vie
Après Brumaire, d'Antonelle est de nouveau menacé de la déportation, et au lendemain de la tentative de la machine infernale, il reçoit l'ordre, de Fouché, de s'exiler à quarante lieues de Paris. Il préfère passer en Italie où il reste quelques années avant d'obtenir l'autorisation de revenir terminer ses jours dans sa ville natale.
Maintes fois inquiété sous la Révolution et dénoncé régulièrement par les rapports du ministère de la Police, il retourne alors à Arles, où il mène une existence de plus en plus retirée.
En 1814, il se rallie à la Restauration par haine de l'Empereur et publie le Réveil d’un vieillard, brochure dans laquelle il se prononce en faveur d’une monarchie constitutionnelle.
Sur la fin de sa vie, ayant hérité de la famille de Vinsargues, Antonelle vit à l'abri du besoin. Il se consacre à la gestion de son patrimoine (il est alors la cinquième fortune d’Arles), tout en devenant « es moussu d'Antonello, lou capeù a la man »[Quoi ?], libéral avec ses fermiers et aimé du peuple de la ville d'Arles.
À sa mort en 1817, des funérailles civiles, suivies par une foule immense, lui rendent un dernier hommage.

## Postérité
Son héritage provoque un procès entre les familles Perrin de Jonquières et Guilhem de Clermont-Lodève[Quoi ?]. Délaissé par les républicains et renié par les royalistes, Pierre-Antoine d'Antonelle a été longtemps oublié par l'Histoire. Les historiens contemporains le comparent volontiers à Mirabeau, Barras ou Sade, et utilisent le terme de « déclassé » pour définir son itinéraire[réf. nécessaire].  
Dans la ville d'Arles, au no 30 de la rue de la Roquette, sur l'hôtel qui lui appartint, une plaque rappelle son souvenir.
|                                                                               |  |  |
| À gauche l'hôtel d'Antonelle et à droite la plaque qui rappelle son souvenir. |  |  |

## Principales œuvres
- Catéchisme du Tiers-état, 1788.
- Déclarations motivées d'Antonnelle, juré au Tribunal révolutionnaire, dans diverses affaires, 1790
- Le contraste de sentimens, ou Le citoyen Delacroix en présence d'un démocrate, 1795
- La Constitution et les principes opposés aux Floréalistes, 1795
- Sur la prétendue conspiration du 21 floréal : mon examen de conscience ou le Détenu à Vendosme, interrogé par le ci-devant Hermite, 1797
- Le Réveil d’un vieillard (1814).